# Mars One

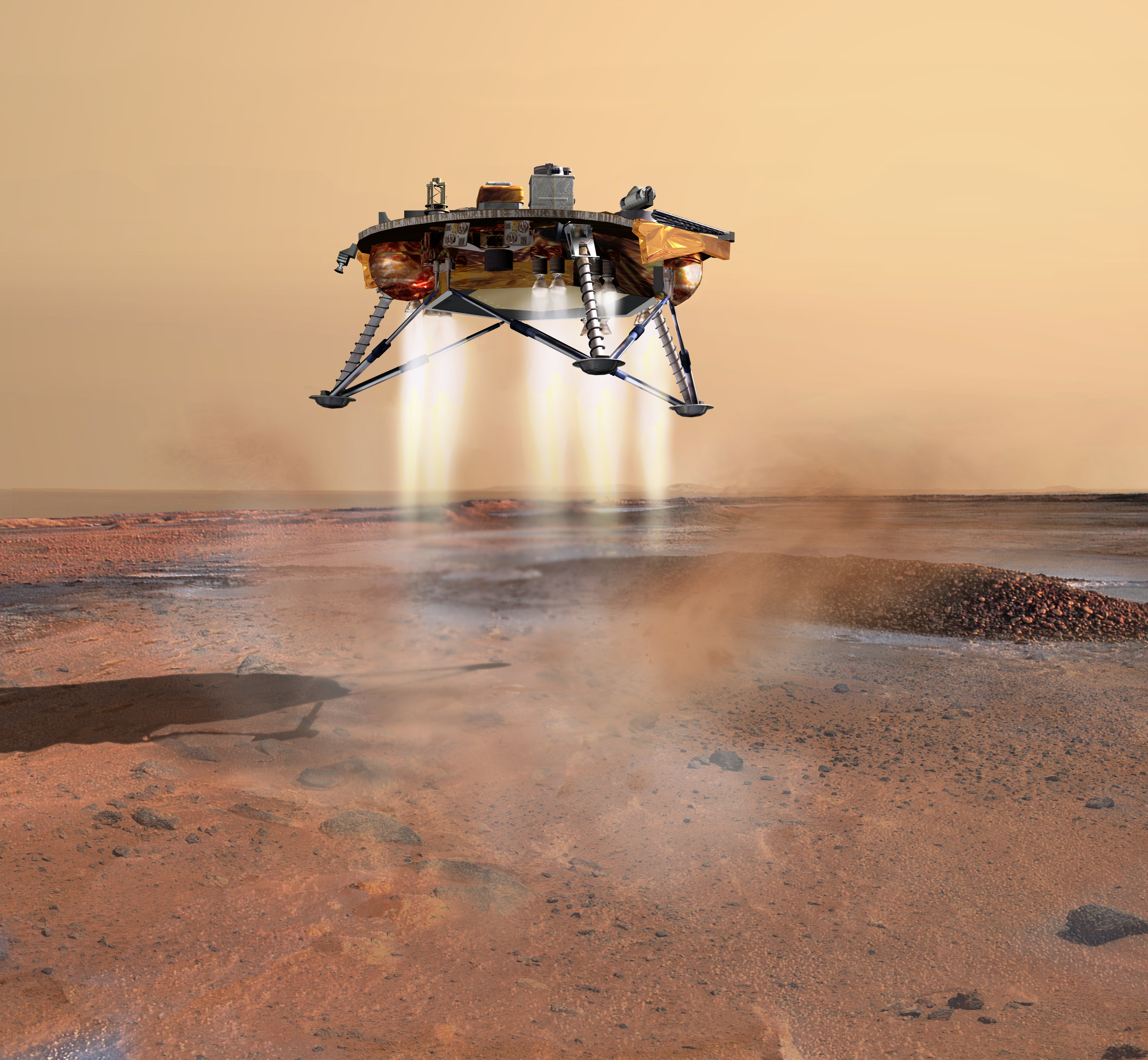
Přistávací modul NASA, Phoenix, který přistál v polární oblasti Marsu v roce 2008 (umělecký koncept)

Mars One byla nezisková organizace, jejímž cílem bylo vytvoření stálé lidské kolonie na Marsu v roce 2027. Zakladatel a ředitel Mars One byl nizozemský podnikatel Bas Lansdorp, který na projektu začal pracovat v roce 2011 a oficiální plán mise Mars One oznámil v květnu 2012. Řekl též, že Mars One je realizovatelný se současnými technologiemi. Projekt nepočítal s tím, že by se vyslaní astronauti/kolonizátoři vrátili zpět na Zemi.
Většina odborníků se však k tomuto projektu stavěla skepticky a nebrala jej zcela vážně, neboť Mars One pravděpodobně dlouhodobě postrádal finance (ke 4. listopadu 2015 bylo prostřednictvím crowdfundingu vybráno jen 862 378 USD) a tedy i technologie nezbytné pro let na Mars. V lednu 2019 pak organizace zkrachovala.

## Kandidáti
Organizace přijímala přihlášky od všech lidí, kteří se chtějí zúčastnit mise od dubna do srpna 2013. Jednosměrná letenka stojí v České republice 100 korun a za cestu na Mars tuto částku bylo ochotno zaplatit několik stovek Čechů. Přihlásilo se přes 200 tisíc lidí ze 140 zemí všech kontinentů kromě Antarktidy. V prosinci 2013 bylo vybráno 1058 kandidátů (586 mužů a 472 žen), v květnu 2014 bylo toto číslo zredukováno na 705 lidí (418 mužů a 287 žen).
Na otázku, jaké mají být nejdůležitější vlastnosti adeptů pro misi, odpověděl Lansdorp na prvním místě schopnost vycházet se zbytkem týmu. Dále schopnost řešit různé (standardní nepříjemné i kritické) situace, takže šanci kromě špičkových vědců a inženýrů mají i od přírody nadaní kutilové schopní opravit každý problém, který v kolonii nastane. Výzva, která nemá být opomenuta, je schopnost sžít se s ostatními členy týmu v omezeném prostoru, ze kterého nelze uniknout, po dlouhé období – konkrétně tato schopnost bude testována v rámci výcviku na Zemi. Mezi další kvality adeptů musí patřit houževnatost, přizpůsobitelnost, důvěryhodnost nebo třeba kreativita a zvídavost.
V roce 2026 měla odstartovat první posádka, která po 7 měsících letu se měla stát prvními stálými obyvateli Marsu. Posádka měla být čtyřčlenná, dva muži a dvě ženy, počítalo se s co nejrozmanitějším zastoupením. Výběr posádky průběžně konvergoval k nejlepším kandidátům, nakonec (v červenci 2015) bylo rozhodnuto o šest týmů po čtyřech lidech.

## Události
| Rok           | Událost                                                        |
| ------------- | -------------------------------------------------------------- |
| 2013          | Byla vytvořena replika osídlovací techniky pro účely tréninku. |
| 2014          | Byl vytvořen první komunikační satelit.                        |
| Červenec 2015 | Výběr astronautů byl dokončen; šest týmů po čtyřech.           |
| 2016          | Začátek výcviku vybrané posádky.                               |
| 2019          | Projekt zkrachoval.                                            |

Zdroj:  Archivováno 27. 8. 2015 na Wayback Machine.

## Financování
Lansdorp počítal s tím, že cesta prvních kolonizátorů na Mars vyjde na 6 miliard dolarů.
Financování Mars One šel několika cestami:
- Crowdfunding
- Dárcovství
- Sponzoři – spolupráce s nimi probíhala už od léta 2012.
- Potenciální finanční krytí některým ze cca 200 multimiliardářů.
- Celý projekt měla celosvětová nepřetržitě vysílat reality show. Prodej práv na vysílání mohla financovat značnou část rozpočtu.
- Duševní vlastnictví – z předpokládaných nových vynálezů a technologií, které vznikly v průběhu projektu.